# Sultanov put
Sultanov put trasa je od Beča do Istanbula duga 2400 kilometara (1500 milja). Put prolazi kroz Austriju, Slovačku, Mađarsku, Hrvatsku, Srbiju, Rumunjsku, Bugarsku, Istočnu Makedoniju i Trakiju u sjevernoj Grčkoj i Turskoj.
Sultanov put dobio je ime po sultanu Sulejmanu Veličanstvenome, vođi Osmanskoga Carstva koji je vodio osmansku vojsku u osvajanje Beograda i većine Mađarske prije nego što je opsjedao Beč. 
Suvremeni Sultanov put slijedi put sultana Sulejmana Veličanstvenog na putu prema Beču. Počeo je 10. svibnja 1529. iz Istanbula i trajao je do 23. rujna 1529. dolaskom pred Beč (141 dan). Bila je to najambicioznija ekspedicija Osmanskoga Carstva na zapadu, ali je austrijski garnizon nanio Sulejmanu njegov prvi poraz. Drugi pokušaj osvajanja Beča također nije uspio 1532. godine. Godine 1566., u dobi od 60 godina, sultan je posljednji put vodio svoju vojsku; umro je blizu Sigeta u Mađarskoj.
Za razliku od svoje prošlosti, Sultanov put danas čini stazu mira, mjesto susreta ljudi svih vjera i kultura. Staza počinje u katedrali sv. Stjepana u središtu Beča; zvona ove crkve izrađena su od rastopljenog željeza otomanskih topova. Ona završava na grobu sultana Sulejmana Veličanstvenoga u Istanbulu. Sultanov put razvili su dobrovoljci iz nevladine udruge "Sultanov put - europska kulturna ruta" iz Nizozemske.
Osim rumunjskih i bugarskih planine, staza se može prošetati tijekom cijele godine. Većina dijelova trase ima dovoljno smještaja kao što su: hoteli, pansioni ili privatne sobe. U dijelovima Mađarske i Bugarske potreban je šator.
U Hrvatskoj prolazi kroz mjesta: Topolje, Draž, Podolje, Popovac, Beli Manastir, Karanac, Kneževi Vinogradi, Grabovac, Darda, Osijek, Đakovo, Vinkovci, Vukovar, Šarengrad, Opatovac i Ilok.

## Vanjske poveznice
- Karta Sultanova puta